# Premio E. L. Thorndike
Il premio E. L. Thorndike Career Achievement Awards fu istituito dall'American Psychological Association da conferirsi annualmente a studiosi di psicologia dell'educazione per risultati sostanziali ottenuti nei loro studi. Il premio viene conferito per ricerche originali, scientifiche, su basi empiriche, che hanno contribuito significativamente alla conoscenza, teorica e pratica, della psicologia dell'educazione. Il premio prende il nome dal noto psicologo Edward Thorndike.

## Premiati
- 2014 Stephen J. Ceci
- 2013 Sandra Graham
- 2012 Keith Stanovich
- 2011 Barry Zimmerman
- 2010 Richard Shavelson
- 2009 Carol Dweck
- 2008 Bernard Weiner
- 2007 Jere Brophy
- 2006 Patricia Alexander
- 2005 Jacquelynne S. Eccles
- 2004 G. Michael Pressley
- 2003 Robert J. Sternberg
- 2002 Joel Levin
- 2001 John Bransford
- 2000 Richard E. Mayer
- 1999 Albert Bandura
- 1998 Lauren Resnick

- 1997 Richard C. Anderson
- 1996 David Berliner
- 1995 Lee Shulman
- 1994 James Greeno
- 1993 Samuel Messick
- 1992 Robert Linn
- 1991 Herbert Klausmeier
- 1990 Richard E. Snow
- 1989 Frank Farley
- 1988 Wilbert J. McKeachie
- 1987 Merlin Wittrock
- 1986 Nathaniel Gage
- 1985 Ernst Rothkopf
- 1984 Anne Anastasi
- 1983 Jeanne Chall
- 1982 Robert Glaser
- 1981 Jerome Bruner

- 1980 Richard C. Atkinson
- 1979 Patrick Suppes
- 1978 Julian Stanley
- 1977 David Ausubel
- 1976 Jean Piaget
- 1975 Joy P. Guilford
- 1974 Robert M. Gagne
- 1973 Benjamin S. Bloom
- 1972 John C. Flanagan
- 1971 Robert L. Thorndike
- 1970 John B. Carroll
- 1969 Robert J. Havighurst
- 1968 Cyril Burt
- 1967 Lee Cronbach
- 1966 Burrhus F. Skinner
- 1965 William A. Brownell
- 1964 Sidney L. Pressey